# Jap Peter Hansen

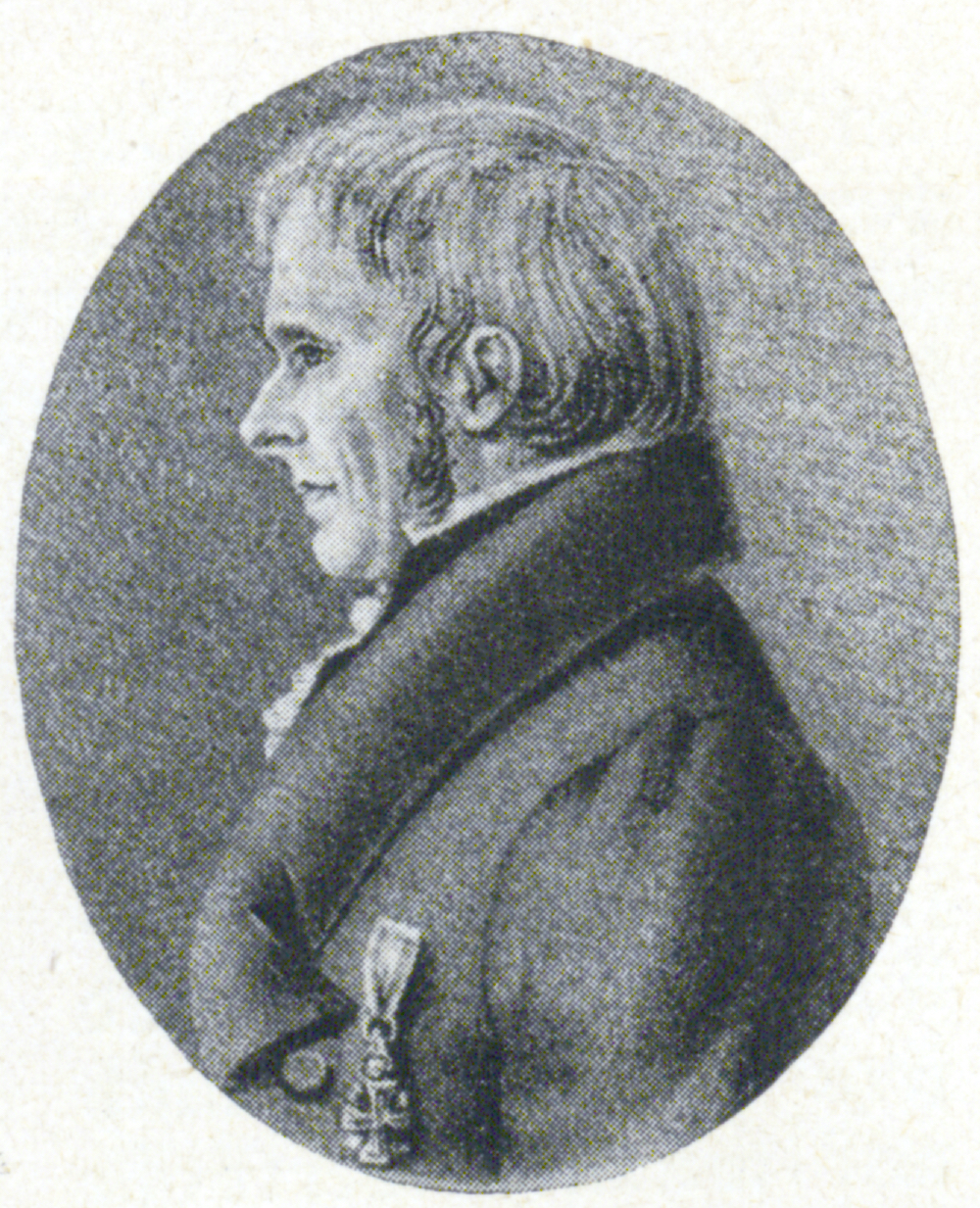
Jap Peter Hansen

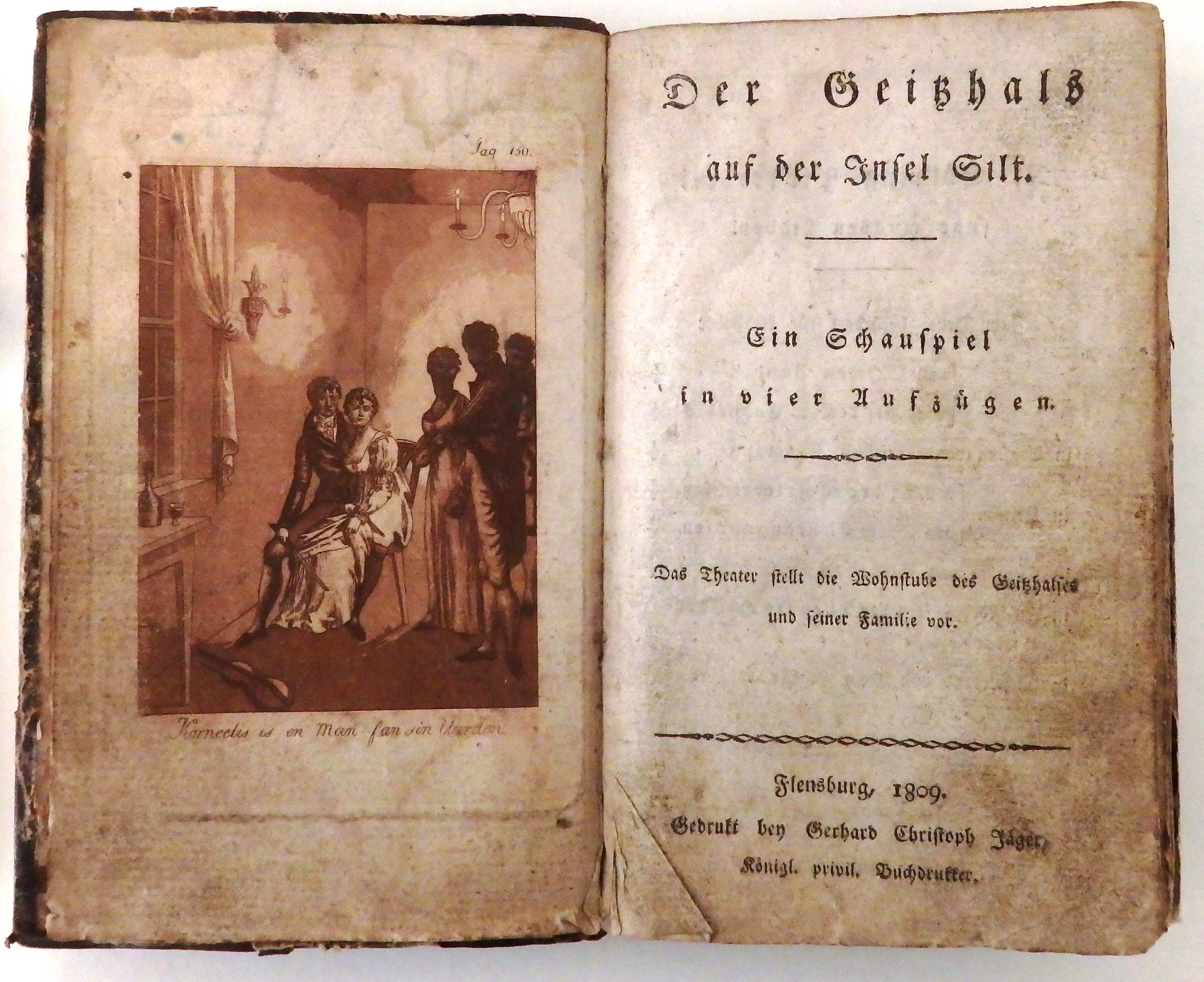
Titelblatt des Buchs Der Geitzhals auf der Insel Silt (1809) von Jap Peter Hansen

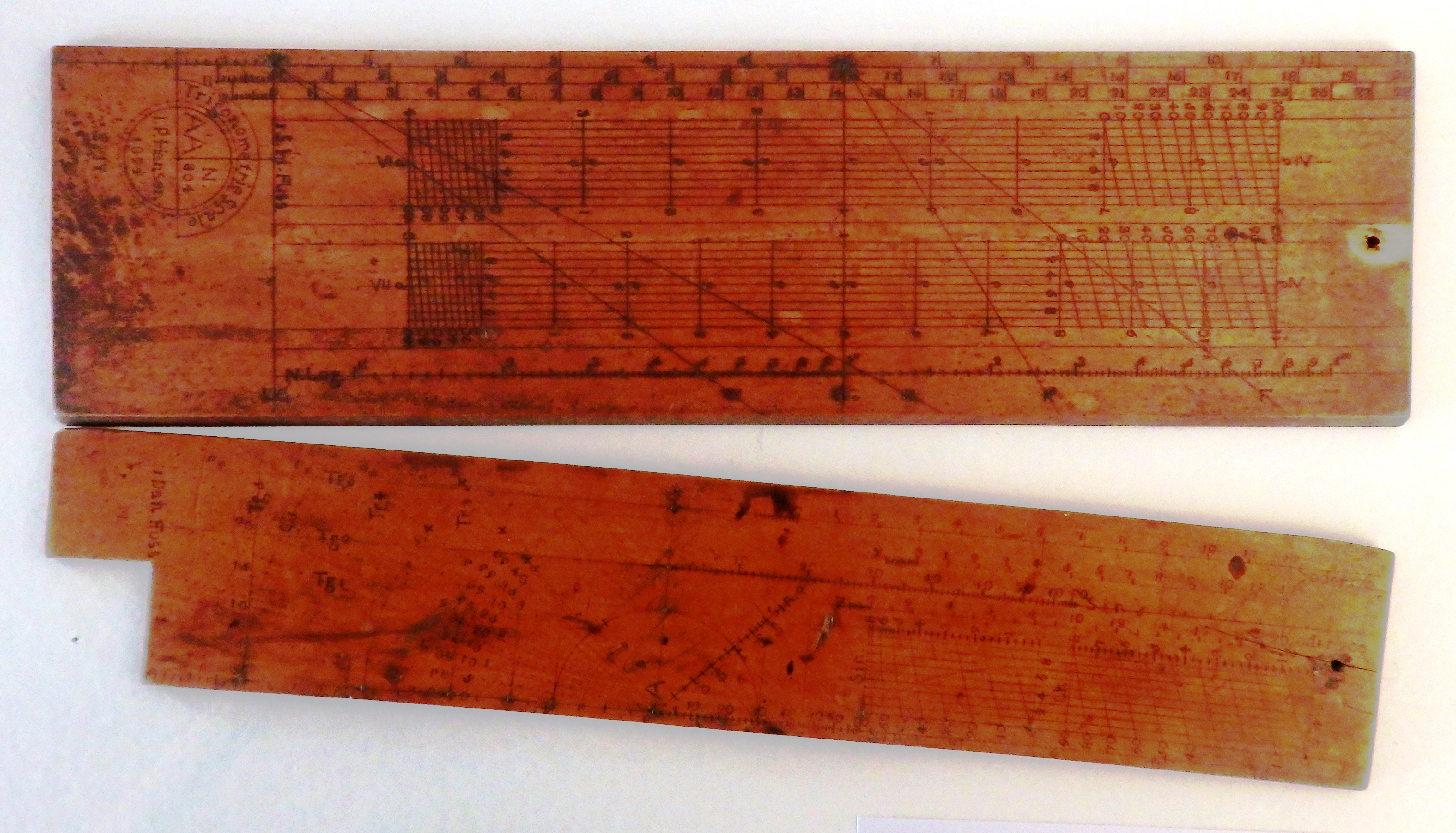
Trigonometrische Scalen, Buchsbaum, von Jap Peter Hansen, Museum Altfriesisches Haus

Jap Peter Hansen (* 1767 in Westerland auf Sylt; † 1855) war ein Seemann und Autor von der Insel Sylt.

## Leben
Jap Peter Hansen wurde als zweiter Sohn des Küsters Peter Hansen auf Sylt geboren. Nach vielen Jahren als Seemann wurde er im Jahr 1800 Nachfolger seines Vaters in Westerland (Sylt) und übernahm zudem die Tätigkeit seines Onkels Carsten Hansen als Navigationslehrer. 1820 wurde Hansen nach Keitum versetzt. Er verfasste Rechenbücher und schrieb noch als Seemann – wahrscheinlich in der Zeit zwischen 1788 und 1792 – das friesischsprachige Theaterstück Di Gidtshalts, of di Söl’ring Pid’ersdei („Der Geizhals, oder der Sylter Petritag“; Titel der 2. Ausgabe), das im Jahr 1809 unter dem deutschen Titel Der Geitzhals auf der Insel Silt gedruckt wurde. Ihm wird zugeschrieben, mit diesem Werk die moderne nordfriesische Literatur und Orthografie begründet zu haben. Im Jahr 1833 erschien als Fortsetzung zum Sylter Petritag Hansens Erzählung Di lekkelk Stjüürman („Der glückliche Steuermann“).
Der Chronist der Insel Sylt, Christian Peter Hansen, ist sein Sohn. Dieser hat überliefert, sein Vater habe über 4000 trigonometrische Scalen aus Buchsbaum angefertigt und vertrieben. Das Museum Altfriesisches Haus in Keitum auf Sylt berichtet vom Leben Jap Peter Hansens und seines Sohnes.

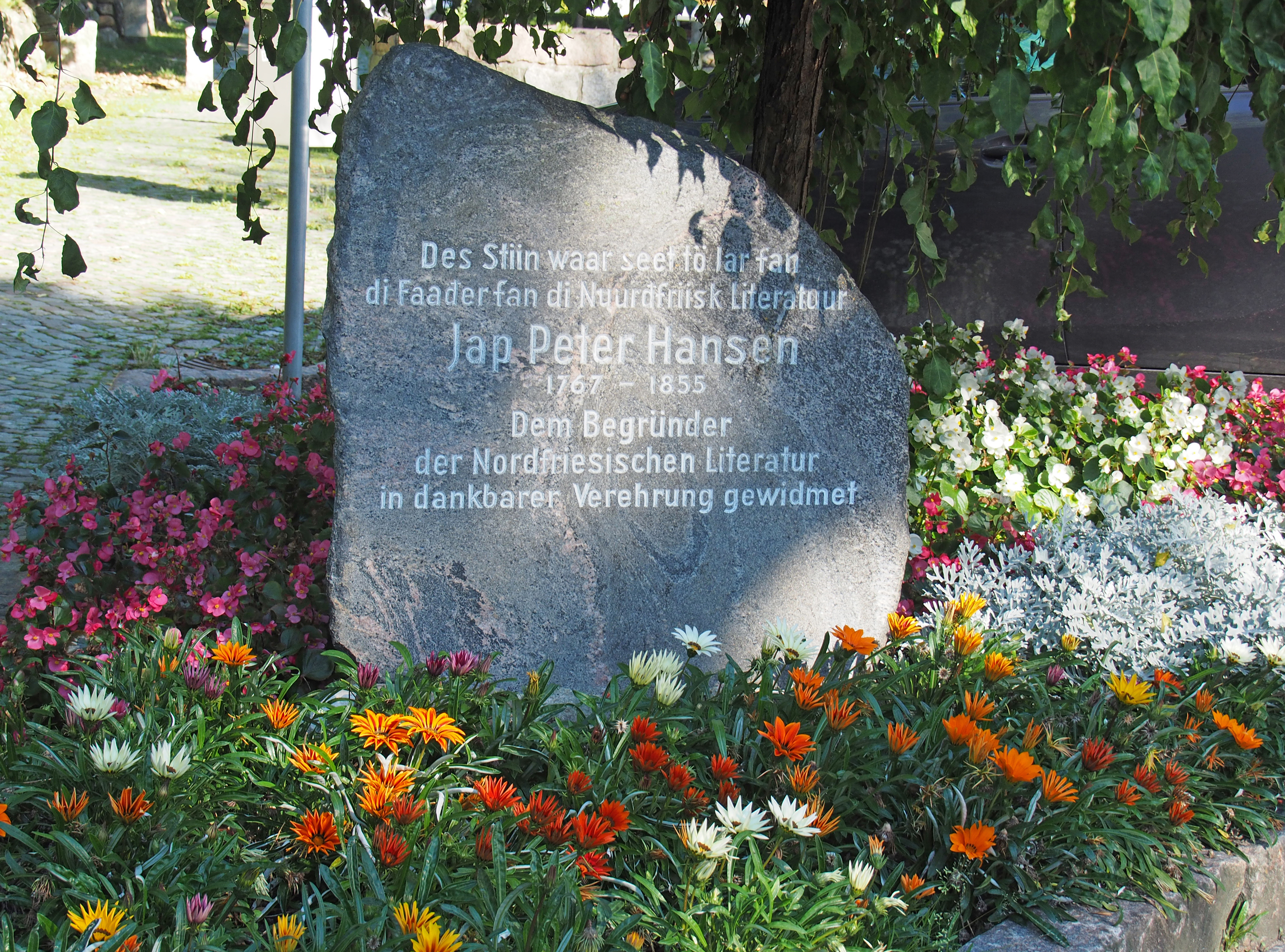
Gedenkstein für Jap Peter Hansen in Westerland (Sylt)

## Werke
- Der Geitzhals auf der Insel Silt. Ein Schauspiel in vier Aufzügen. Flensburg, 1809
- Nahrung für Leselust in Nordfriesischer Sprache. I. Der Geizhals oder der Silter Petritag. Zweite Ausgabe. II. Der glückliche Steuermann. Ein Enkel des Geizhalses. III. Lieder, und andere Kleinigkeiten, zur schuldlosen gesellschaftlichen Unterhaltung. Zweite vermehrte Ausgabe, von J. P. Hansen, vormals Seefahrer, jetzt Küster und Dannebrogsmann in Keitum auf Silt. Sonderburg, 1833